# Tetanocera amurensis
Tetanocera amurensis är en tvåvingeart som beskrevs av Friedrich Georg Hendel 1909. Tetanocera amurensis ingår i släktet Tetanocera och familjen kärrflugor. Inga underarter finns listade i Catalogue of Life.